# Священна гора

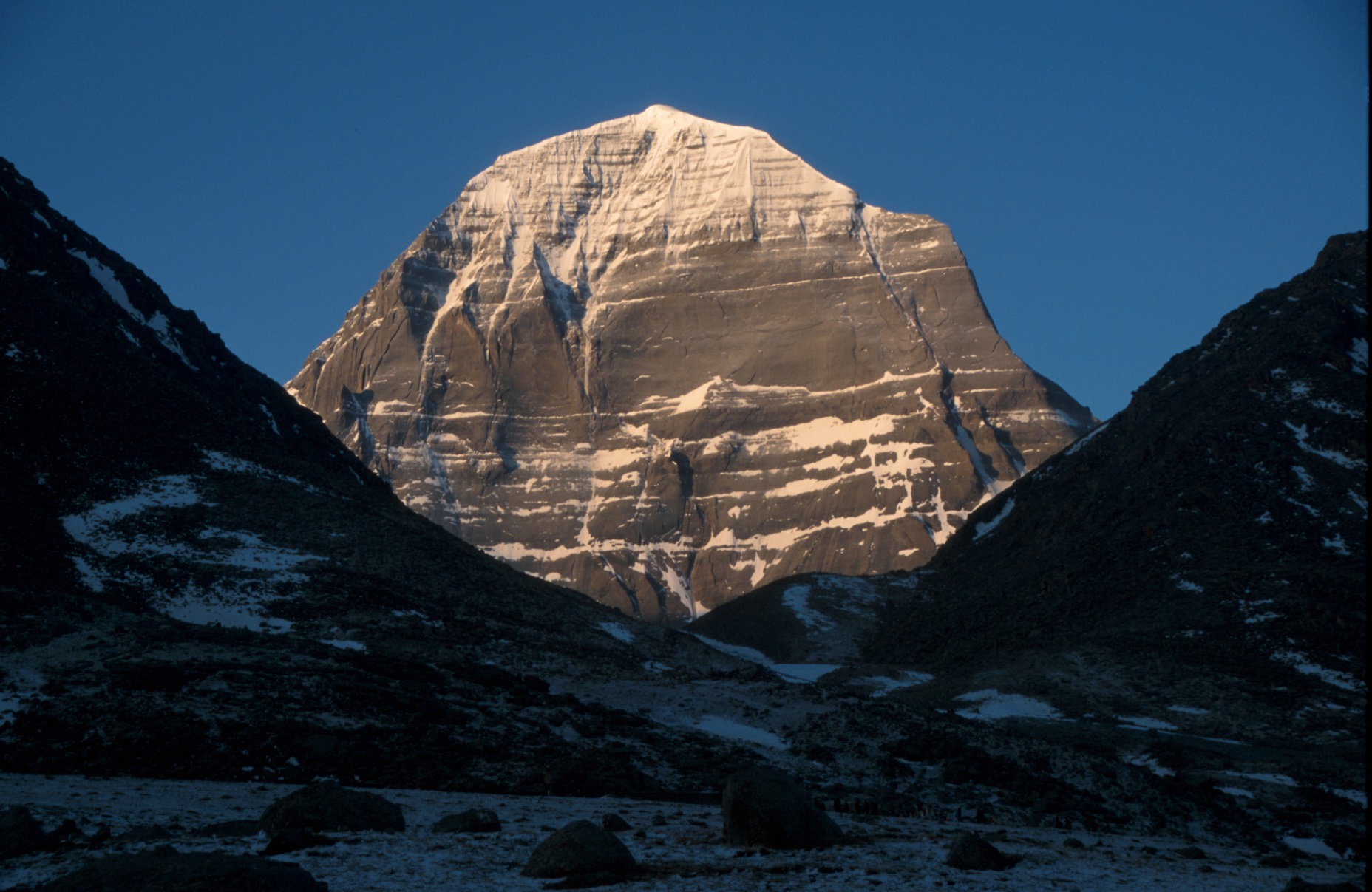
Кайлас у Тибеті — священна гора індуїстів, буддистів та джайнистів.

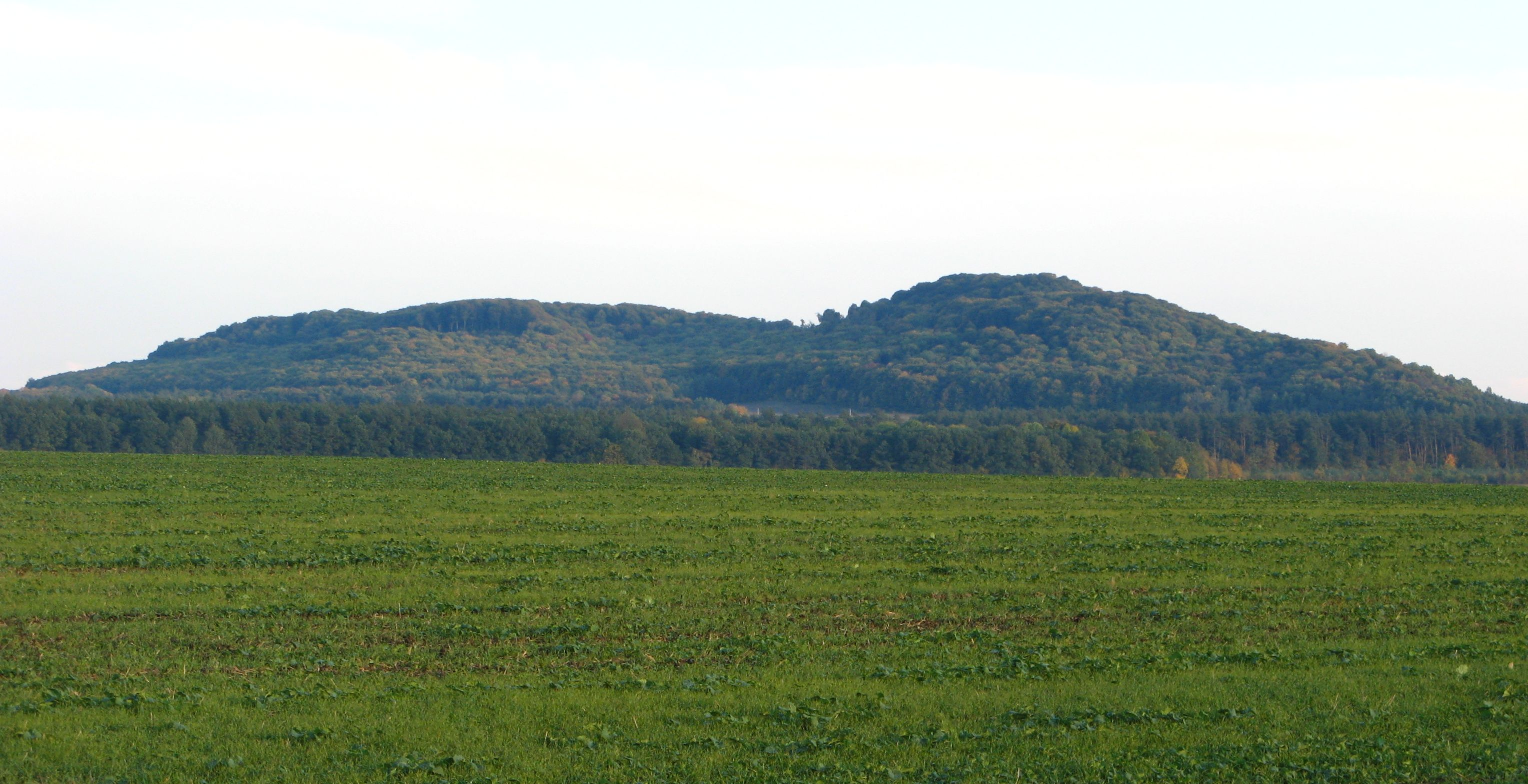
Свята гора коло Золочева.

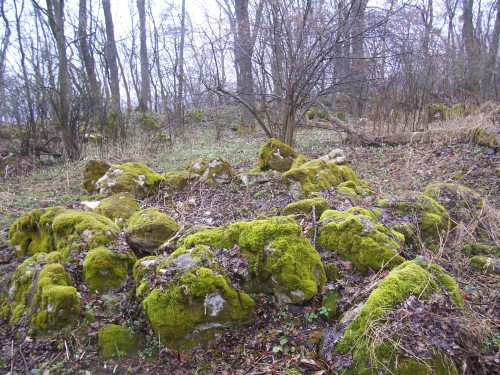
капище на г. Богит

Священна гора — одне з найтиповіших місць поклонінь і справляння культових дійств у язичників.
Образ гори як моделі світу, місцеперебування богів виводиться ще від шумерських і праіндоєвропейських міфів. Зокрема, архаїчна традиція розташовувати на горі чи скелі божество-громовержця збереглася в культі бога Перуна, що відображено і в топонімії: його ім'я зустрічається серед назв гір і вершин на території розселення давніх слов'янських племен. На київській Горі князь Володимир Святославич встановив капище з ідолами Перуна, Хорса, Дажбога, Стрибога, Сімаргла і Мокоші. Образ Священної гори у міфології давнього населення України тісно пов'язаний із поховальними курганами-могилами. Для розташування святилища, справляння ритуалів язичники переважно обирали панівне у місцевості узвишшя. Характерним атрибутом Священної гори є наявність джерела чи криниці з «цілющою» водою або обрядового колодязя.
Міфологічна символіка Священної гори присутня в топоніміці, зокрема Божа гора і Свята Гора (у гряді Вороняки, Львівської області), Святі гори над Дніпром (біля Києва), Святі гори (поблизу м. Слов'янська Донецької області), Свєнтокшицькі гори (у Польщі), але також: Чортова Гора (в Рогатинському районі Івано-Франківської області), узвишшя Дракулів діл (у с. Драчинцях на Буковині), гора Бісоватий діл (у Південних Карпатах), Чортова скеля (побл. Львова) тощо. Зв'язок із міфологією зберігають і такі означення у назвах гори, як Біла і Чорна.
Один із найдавніших культових осередків у Середньому Подністров'ї локалізується на Білій горі (с. Бакоті Кам'янець-Подільського району), де виявлено жертовники та капища, що існували з поч. 2 тис. до н. е. і до I ст. н. е. Сліди святилища IX-го початку XI ст. знайдені на Чорній горі в Жовківському районі Львівської області. Відомо, що язичницький культовий осередок існував у районі гори Богит, у Медоборах (над річкою Збруч), де знайдено Збруцький ідол. Містичний характер мають Лисі гори у різних слов'янських краях.
Із спільнослов'янським культом жіночого божества, богині-діви пов'язують ороніми на кшталт Дівич-гора, Дівоча гора. Вони відомі в цілому слов'янському світі від Верхнього Дніпра до Родопів — Дівоча гора (Девичья гора) біля Смоленська, Дівоча гора або Дівич-гора над Дніпром у с. Трипіллі та березі Росі біля с. Сахнівки, низка вершин Дівин на території Чехії та Словаччини, г. Дівин південніше Пловдіва у Болгарії. Відомі Дівочі скелі на Тернопільщині. Археологічні дослідження підтверджують культовий характер таких вершин. Зокрема, на Дівочій горі в Трипіллі знайдено залишки святилища перших століть н. е.
Істотною прикметою язичницьких Священних гір було встановлення на частині з них, із утвердженням християнства, хрестів, каплиць, церков чи відкриття монастирів. Так, на Білій горі у Бакоті засновано монастир св. Михайла, на вершині Дівочої гори над Россю віддавна встановлено три хрести (місцеве населення не пов'язує їх із похованнями); а на Київській горі, де стояли ідоли, після хрещення киян Володимир Святославич побудував церкву св. Василія; на Святих горах (поблизу Слов'янська) збудовано Святогірський Успенський монастир.
Поклоніння Священній горі збереглося в окремих місцевостях до нашого часу (Аннина гора на околиці Вашківців на Буковині), на яких щороку збираються тисячі прочан.

## Інші священні гори
- Кайлас у Тибеті
- Арарат і Арагац для вірмен
- Парнас, Олімп і Афон в Греції
- Священна гора в Римі
- Попа (гора) — священна гора в Бірмі
- Храмова гора (Єрусалим)
- Гора Хрестів в Литві
- Священні гори Китаю
- Сулайман-Тоо в Киргизії
- Фудзіяма в Японії
- Тельпосиз в Росії, Уральскі гори
- Сіон у євреїв